# Isaac Asimov
Isaac Asimov (rus. Айзек Азимов, Petroviči, 2. siječnja 1920. – New York, 6. travnja 1992.), američki je pisac fantastike i biokemičar.
Bio je iznimno plodan autor, bavio se znanošću, popularnom znanošću, kriminalističkom književnošću i spekulativnom fikcijom (uglavnom znanstvenom fantastikom, ali i fantastikom) te je napisao ili uredio preko 500 knjiga te preko 90.000 pisama i razglednica. Zajedno s Robertom Heinleinom i Arthurom Clarkeom čini poznatu Veliku trojicu pisaca znanstvene fantastike toga vremena. Najpoznatije mu je djelo serijal o Zakladi (Fondaciji) u koji je uklopio i serijale o Galaktičkom carstvu i robotima.

## Životopis
Rođen je u gradu Petroviči u Rusiji, ali je zajedno s roditeljima emigrirao 1923. godine u SAD. Roditelji su mu govorili engleski i jidiš, tako da nikad nije naučio govoriti ruski. Odrastao je u Brooklynu (New York), gdje je naučio čitati s pet godina, a tečno je govorio i engleski i jidiš. Njegovi su roditelji posjedovali prodavanonicu u kojoj je bilo i znanstveno-fantastičnih časopisa koje je često čitao. Oko jedanaeste godine i sam je počeo pisati vlastite priče.
Diplomirao je na sveučilištu Columbia 1939., a 1948. je tamo i doktorirao biokemiju. Nakon doktorata pridružio se bostonskom sveučilištu. Počeo je raditi kao profesionalan pisac, a 1979. počinje raditi kao sveučilišni profesor. Od 1965. njegovi se osobni papiri arhiviraju u knjižnici Mugar Memorial gdje zauzimaju 464 kutije i oko 71 metra prostora na policama.
Vjenčao se s Gertrudom Blugerman 1942. s kojom je imao dvoje djece - Davida i Robyn Joan. Rastavili su se 1973. te se Asimov vjenčao s Janet O. Jeppson iste godine.
Asimov je bio klaustrofil, uživao je u malim, zatvorenim prostorima. U prvom svesku svoje autobiografije govori kako je u djetinjstvu htio posjedovati kiosk na stanici podzemne željeznice u koji bi se mogao zatvoriti i čitajući slušati buku vlakova koji bi onuda prolazili. Također se bojao letenja, to je učinio samo dva puta u životu (za vrijeme ratne službe). Rijetko je putovao u udaljena mjesta. Ta je fobija utjecala i na njegovu prozu gdje ju je utkao i u neke svoje likove, poput Elijaha Baleyja iz serijala Robot. Nikad nije naučio plivati ili voziti bicikl, ali je naučio voziti automobil kad se preselio u Boston, koji je u svojoj zbirci šala opisao kao "anarhiju na kotačima".
Bio je poznat po svojoj točnosti i izvanrednom osjećaju za vrijeme. Nikad nije gledao na sat, a uvijek je znao točno procijeniti vrijeme, pogotovo kad bi mu govori trajali točno onoliko koliko su bili predviđeni. Također je bio istaknut član Baker Street Irregulars udruženja koje je okupljalo zaljubljenike u Sherlocka Holmesa.
Bio je erudit. Sa svojim je širokim interesima intrigirao javnost. Bio je predsjednik Američke udruge humanista. Također je bio blizak prijatelj s Geneom Roddenberryjem kojemu je često davao savjete u vezi s epizodama Zvjezdanih staza.
Isaac Asimov bio je humanist i racionalist. Nije osporavao religijska uvjerenja drugih ljudi, ali je osporavao praznovjerje i neutemeljena vjerovanja. Tijekom odrastanja, njegovi roditelji koji su se pridržavali židovske tradicije nisu nametali svoju vjeru mladome Asimovu te je on odrastao bez čvrstih religijskih utjecaja. Mnogo se godina Asimov nazivao ateistom, ali je i sam smatrao kako ga ta riječ dobro ne opisuje jer govori o onome u što on ne vjeruje, a ne o onome u što vjeruje. Kasnije je riječ "humanist" smatrao dobrom zamjenom. U svojoj je autobiografiji napisao:
"Da nisam ateist, vjerovao bih u Boga koji bi spašavao ljude procjenjujući njihov cjelokupni život, a ne riječi. Mislim da bi Bog više volio iskrenog i pravednog ateista od televizijskog propovjednika čije su riječi "Bog, Bog, Bog", a djela "lažna, lažna, lažna."
U svojoj je zbirci šala često navodio šale o židovskom i kršćanskom bogu, vragu i raju te o drugim religijskim temama. Naime, smatrao je kako dobra šala može inducirati značajniju i dublju misao od brojnih sati filozofskih rasprava.
Što se tiče političkih uvjerenja, bio je član demokratske stranke. Bio je veliki protivnik Vijetnamskog rata šezdesetih godina 20. stoljeća. Također se smatrao feministom i prije negoli je feministički pokret uopće uzeo zamaha. Smatrao je i da se homoseksualnost treba smatrati moralnim pravom, baš kao i bilo koji spolni odnos kojemu svrha nije razmnožavanje.
Bavio se različitim problemima, a u svojoj je posljednjoj proznoj knjizi iz 1991. Naša ljuta Zemlja pisao o problemu uništavanja ozonskog omotača i globalnom zatopljenju. Suautor te knjige bio je njegov prijatelj i pisac znanstvene-fantastike, Frederik Pohl.
Asimov je umro 6. travnja 1992. Nadživjela su ga žena Janet i njegova djeca iz prvoga braka. Deset godina nakon njegove smrti, Janet Asimov objavila je novo izdanje njegove autobiografije u kojem je rečeno kako je uzrok njegove smrti sida. Naime, zaražen je za vrijeme transfuzije krvi prilikom operacije srčane premosnice. Janet je rekla kako je Asimov sve htio priznati javnosti, ali su mu liječnici savjetovali da to ne učini.

## Književni rad
Njegova su četiri zakona robotike danas legendarna, a glase:
0. Robot ne smije naškoditi čovječanstvu ili svojom pasivnošću dopustiti da se čovječanstvu naškodi.
1. Robot ne smije naškoditi čovjeku ili svojom pasivnošću dopustiti da se čovjeku naškodi, osim kad je to u suprotnosti s nultim zakonom.
2. Robot mora slušati ljudske naredbe, osim kad su one u suprotnosti s nultim ili prvim zakonom.
3. Robot treba štititi svoj integritet, osim kad je to u suprotnosti s nultim, prvim ili drugim zakonom.
Asimov je svojim najboljim djelom smatrao priču Posljednje pitanje (The Last Question) iz 1956. godine.

## Citati
- Život je ugodan. Smrt je mirna. Prijelaz je taj koji nas brine.
- Nikad nemoj dopustiti da ti osjećaj morala zasmeta da učiniš ono što je ispravno.
- Ne bojim se računala, bojim se njihove odsutnosti.
- Svakakve se računalne pogreške pojavljuju. Bili biste iznena]eni brojem liječnika koji tvrde da liječe trudne muškarce.
- Ja ne čitam brzo, ja brzo razumijem.
- Ne vjerujem u život poslije smrti zato da ne moram provesti cijeli život bojeći se pakla ili još gore - raja. Ma kakva god mučenja bila u paklu, mislim da bi dosada u raju bila mnogo gora.
- Pišem zbog istog razloga zbog kojeg i dišem - da to ne činim, umro bih.
- Oni ljudi koji misle da znaju sve veliki su gnjavatori nama koji doista sve znamo.
- Kad nekoga uvrijedimo, nazovemo ga životinjom. Okrutnije bi bilo namjerno ga nazvati čovjekom.
- Loša ideja dobro napisana bit će bolje prihvaćena od loše napisane ali dobre ideje.
- Nasilje je posljednje utočište nesposobnih.

## Nepotpun popis djela

### Serijal o robotima
1. Ja, robot (I, Robot, 1950) - 9 priča povezanih u jednu priču
2. Kompletni robot (The Complete Robot, 1982) - zbirka od 31 priče, uključuje sve iz zbirke Ja, robot, ali redoslijed je drugačiji i nisu više povezane u jednu veliku priču.
3. Čelične pećine (The Caves of Steel, 1954) - roman
4. Golo Sunce (The Naked Sun, 1957) - roman
5. Roboti zore (The Robots of Dawn, 1983) - roman
6. Roboti i Carstvo (Robots and Empire, 1985) - roman
7. Pozitronski čovjek (The Positronic Man, 1992) - roman napisan s Robertom Silverbergom, na temelju priče Dvjestogodišnjak (The Bicentennial Man) objavljene u zbirci Kompletni robot.
- Između serijala o robotima i serijala o Carstvu prema dogovoru s Asimovom Roger MacBride Allen napisao je tri romana, čiji su likovi roboti, ali koje više ne obvezuju zakoni robotike, jer posjeduju gravitonski mozak, za razliku od pozitronskog.

8. Isaac Asimov's Caliban (1993) Roger MacBride Allen
9. Isaac Asimov's Inferno (1994) Roger MacBride Allen
10. Isaac Asimov's Utopia (1996) Roger MacBride Allen

### Serijal o Galaktičkom carstvu
11. Svemirske struje (The Currents of Space, 1952) - roman
12. Zvijezde, prah nebeski (The Stars, Like Dust, 1951) - roman
13. Kamenčić na nebu (Pebble in the Sky, 1950) - prvi roman Isaaca Asimova
14. Slijepa ulica (Blind Alley, 1945) - kratka priča

### Serijal o Zakladi
Hrvatski izdavač Izvori englesku riječ Foundation prevodi kao "Fondacija", ali bolje je Zaklada, ili kako je Gordana Vučićević u Beogradu prevela - Zadužbina.
15. Preludij u Zakladu (Prelude to Foundation, 1988)
16. Ususret Zakladi (Forward the Foundation, 1991)
17. Zaklada (Foundation, 1951)
18. Zaklada i Carstvo (Foundation and Empire, 1952)
19. Druga Zaklada (Second Foundation, 1953)
20. Na rubu Zaklade (Foundation's Edge, 1982)
21. Zaklada i Zemlja (Foundation and Earth, 1986)
Poslije Asimovljeve smrti, tri značajna pisca ZF-e napisala su tri romana koja spadaju radnjom i likovima u serijal o Zakladi, a spomenuti su odvojeno, jer nisu napisani u dogovoru s Asimovom. To su:
- Foundation's Fear (1997) Gregory Benford
- Foundation and Chaos (1998) Greg Bear
- Foundation's Triumph (1999) David Brin

Vremenski spadaju između Preludija u Zakladu i Ususret Zakladi.

## Glavni likovi Asimovljevih priča i romana
- Susan Calvin, robopsiholog
- R. Daneel Olivaw, robot detektiv
- Hari Seldon, osnivač Zaklade
- Dors Venabili, Seldonova žena

## Vanjske poveznice
- Popis svih djela Isaaca Asimova
- Internet stranice posvećene Asimovu (na engleskom)